# Eberhard I. von Limburg-Styrum
Eberhard I. von Isenberg-Limburg zu Styrum (* 1252; † 17. Juni 1304) war durch Abstammung und Erbe Graf von Isenberg-Limburg und Herr zu Styrum. Er gilt als Stifter der Linie Limburg-Styrum.

## Abstammung
Eberhard war ein Sohn des Grafen Dietrich von Altena-Isenberg und dessen Ehefrau Gräfin Adelheid (Aleidis) von Sponheim-Sayn (* 1228; † 1297).

## Ehe und Nachkommen
Eberhard heiratete um 1289 Gräfin Agnes (* 1273 Limbourg; † 1297), Tochter von Walram von Limburg und Kunigunde von Brandenburg. Sie hatten folgende Nachkommen:
- Dietrich († 9. August 1364)

⚭ (I) 16. September 1297 mit Irmgard von Greiffenstein († 1324)
⚭ (II) vor 1333 mit Elisabet von Strünkede
- Irmgard